# Сибирски трапове
Сибирски трапове се нарича голям регион от вулканична скала, намираща се на територията на Сибир, днешна Русия. Вулканичното събитие, което довежда до създаването на траповете, се смята за едно от най-големите вулканични изригвания през последните 500 милиона години.
Изригванията продължават около 2 милиона години по време на Перм и Триас. Събитието се счита за основната причина за масовото измиране през Перм – Триас, което е най-голямото измиране на живи организми в историята на Земята.
Сибирските трапове обвхащат територия от около 7 милиона квадратни километра базалтова скала и имат обем от 4 милиона кубични метра.